# بورس کلمبو
بورس کلمبو (سینهالی: කොළඹ කොටස් වෙළඳපොල) بازار بورس اوراق بهادار سری‌لانکایی است، که در سال ۱۸۹۶ تأسیس شد.